# Pietro Righetti
Pour les articles homonymes, voir Righetti.
Pietro Righetti, né le 4 janvier 1899 à Zignago et mort le 9 octobre 2001 à Vezzola en Émilie-Romagne,, est un coureur cycliste italien. Derrière le Belge Émile Brichard, il est le participant du Tour de France à avoir connu la plus grande longévité.

## Palmarès
- 1926
  - 3e du Circuit du Mont-Blanc
- 1928
  - 2e de Marseille-Lyon
  - 3e du Circuit des 3 lacs
- 1929
  - 2e du Circuit des 3 lacs
  - 3e du Circuit du Mont-Blanc

## Résultats sur le Tour de France
2 participations
- 1928 : abandon (10e étape)
- 1929 : abandon (17e étape)